# Светско првенство у атлетици у дворани 2016 — штафета 4 × 400 метара за жене
Трка штафета 4 х 400 м у женској конкуренцији на Светском првенству у атлетици у дворани 2016. одржана је 20. марта у Орегонском конгресном центру у Портланду (Сједињене Државе).
Титулу освојену у Сопоту 2014, одбранила је штафета Сједињене Државе.

## Земље учеснице
Учествовало је 24 такмичарки у 6 штафета из исто толико земаља.
1. Јамајка (4)
2. Нигерија (4)
3. Пољска (4)
4. Румунија (4)
5. САД (4)
6. Украјина (4)

## Освајачи медаља
| Наташа Хејстингс, Куанера Хејс, Кортни Около, Ешли Спенсер, САД | Евелина Птак, Малгожата Холуб, Магдалена Гожковска, Јустина Свјенти Пољска | Аделина Пастор, Елена Мирела Лаврик, Андреа Миклош, Бјанка Разор Румунија |

## Рекорди пре почетка Светског првенства 2016.
Стање на 16. март 2016.
| Рекорди пре почетка Светског првенства 2016.     | Рекорди пре почетка Светског првенства 2016.                                         | Рекорди пре почетка Светског првенства 2016. | Рекорди пре почетка Светског првенства 2016. | Рекорди пре почетка Светског првенства 2016. |
| ------------------------------------------------ | ------------------------------------------------------------------------------------ | -------------------------------------------- | -------------------------------------------- | -------------------------------------------- |
| Светски рекорд                                   | Русија · Јулија Гушчина, Олга Котљарова · Олга Зајцева, Олесија Красномовец          | 3:23,37                                      | Глазгов, Уједињено Краљевство                | 28. јануар 2006.                             |
| Рекорд светских првенстава                       | Русија · Олесија Красномовец, Олга Котљарова · Татјана Левина, Наталија Назарова     | 3:23,88                                      | Будимпешта, Мађарска                         | 7. март 2004.                                |
| Најбољи резултат сезоне                          | Универзитет Орегон, Сједињене Државе                                                 | 3:30,08                                      | Албукерки, Сједињене Државе                  | 15. фебруар 2016.                            |
| Афрички рекорд                                   | Нигерија · Омолара Омотосо, Пејшонс Окон Џорџ · Букола Абогунлоко, Фолашаде Абуган   | 3:29,67                                      | Сопот, Пољска                                | 8. март 2014.                                |
| Азијски рекорд                                   | Индија · Манџит Каур, Сини Џосе · Читра К. Соман, Мандип Каур                        | 3:37,46                                      | Доха, Катар                                  | 16. фебруар 2008.                            |
| Северноамерички рекорд                           | Сједињене Државе · Наташа Хејстингс, Џоана Аткинс · Френсина Макорори, Касандра Тејт | 3:24,83                                      | Сопот, Пољска                                | 9. март 2014.                                |
| Јужноамерички рекорд                             | —                                                                                    |                                              |                                              |                                              |
| Европски рекорд                                  | Русија · Јулија Гушчина, Олга Котљарова · Олга Зајцева, Олесија Красномовец          | 3:23,37                                      | Глазгов, Уједињено Краљевство                | 28. јануар 2006.                             |
| Океанијски рекорд                                | Аустралија · Сузан Ендруз, Тања Ван Хер-Мерфи, · Тамсин Маноу, Кети Фриман           | 3:26,87                                      | Маебаши, Јапан                               | 7. март 1999.                                |
| Рекорди после завршеног Светског првенства 2016. |                                                                                      |                                              |                                              |                                              |
| Најбољи резултат сезоне                          | Сједињене Државе · Наташа Хејстингс, Куанера Хејс, · Кортни Около, Ешли Спенсер      | 3:26,38                                      | Портланд, Сједињене Државе                   | 20. март 2016.                               |

## Квалификациона норма
| Дворана    | Отворено |
| ---------- | -------- |
| нема норме |          |

## Сатница
| Датум          | Време | Ниво   |
| -------------- | ----- | ------ |
| 20. март 2016. | 14:20 | Финале |

Времена су дата према локалном времену UTC-8.

## Резултати

### Финале
,
| Поз. | Штафета  | Атлетичарке                                                               | НР      | Резултат | Нап. |
| ---- | -------- | ------------------------------------------------------------------------- | ------- | -------- | ---- |
|      | САД      | Наташа Хејстингс, Куанера Хејс, Кортни Около, Ешли Спенсер                | 3:24,83 | 3:26,38  | СРС  |
|      | Пољска   | Евелина Птак, Малгожата Холуб, Магдалена Гожковска, Јустина Свјенти       | 3:28,95 | 3:31,15  | НРС  |
|      | Румунија | Аделина Пастор, Елена Мирела Лаврик, Андреа Миклош, Бјанка Разор          | 3:30,06 | 3:31,51  | НРС  |
| 4.   | Нигерија | Маргарета Бамгбосе, Регина Џорџ, Тамека Јамесон, Ада Бенџамин             | 3:29,67 | 3:34,03  | НРС  |
| 5.   | Украјина | Анастасија Лебид, Олга Бибик, Анастасија Бризгина, Џоиш Коба              | 3:30,43 | 3:40,42  | НРС  |
|      | Јамајка  | Патриша Холс, Крисан Гордон, Анејша Маклохлин-Вилби, Стефани Ен Макферсон | 3:26,54 | НЗ       |      |